# Johann Georg Widmann
Johann Georg Widmann (* 12. November 1696 in Weilheim an der Teck; † 21. Oktober 1753 vermutlich in Stettin) war erster Missionar des Institutum Judaicum et Muhammedicum.
Aus zerrütteten Familienverhältnissen stammend, studierte er in Tübingen, Jena und Halle evangelische Theologie und absolvierte sein Vikariat in Weilheim, wo er pietistische Konventikel leitete. Im Jahr 1728 wurde er als „Unruhestifter“ aus Württemberg ausgewiesen, nachdem er zuvor aus dem Kirchendienst wegen des Verdachts der Ketzerei und eines moralischen Fehltritts entlassen worden war.
Im Jahr 1730 schloss er sich Johann Heinrich Callenberg an und wurde Mitglied im Institutum Judaicum et Muhammedicum, im November 1730 wurde er mit Johann Andreas Manitius (1707–1758) als erster Missionar dieser Einrichtung ausgesandt. Er bereiste neben Deutschland, Österreich, Polen, Böhmen, die Niederlande, Dänemark und auch England.
Der jiddischen Sprache und dem Rabbinismus vertraut, übte er auf viele jüdische Zuhörer einen bleibenden Eindruck aus. Von der Katholischen Kirche bedrängt, Feindseligkeit und Ablehnung ausgesetzt, wurde er 1733 in Böhmen festgesetzt. Im Sommer 1739 beendete er seine Tätigkeit für das Institutum, kehrte nach Württemberg zurück und war kurze Zeit als Privatlehrer tätig. Seine Arbeit wurde von kirchlichen und weltlichen Behörden beobachtet, da er als Leiter pietistischer Versammlungen und erneut wegen exorzistischer Praktiken aufgefallen sein soll. Schließlich ging er nach Stettin und Danzig, wo er als Lehrer unterrichtete und predigte.
Sein theologisches Denken und seine Frömmigkeit waren von eschatologisch-heilsgeschichtlichen Vorstellungen und von mystisch-spiritualistischen Neigungen geprägt, die ihn als Einzelgänger mit melancholischer Natur ein Leben lang begleiteten.
Er verfasste kleinere Missionsschriften.

## Werke
- De consiliis naturae. Praes. Johann Eberhard Rösler. Tubingae 1716 (Philos. Magisterdisputation zusammen mit Georg Christoph Griesinger)
- De fide justificante. Praes. Gottfried Hoffmann. Tubingae 1721 (Theol. Magisterdisputation); Missionsschriften: Kurzer Handriss zu dem heutigen Judenthum, 1731
- Christliche Gebete eines sich bekehrenden Juden, 1737, u. a. - Vgl. auch weitere Missionsschriften, in: Archiv der Franckeschen Stiftungen, Halle und abgedruckt in Callenbergs Berichten (w.o.)